# 富貴人間
《富貴人間》，是一部由羅傑承執導的港式喜劇。